# Neodorcadion exornatum
Neodorcadion exornatum là một loài bọ cánh cứng trong họ Cerambycidae.